# Rhynchocyon petersi
La musaraña elefante de Peters o sengi negro rojizo (Rhynchocyon petersi) es una especie de mamífero afroterio del orden de los macroscelídeos.

## Distribución geográfica y hábitat

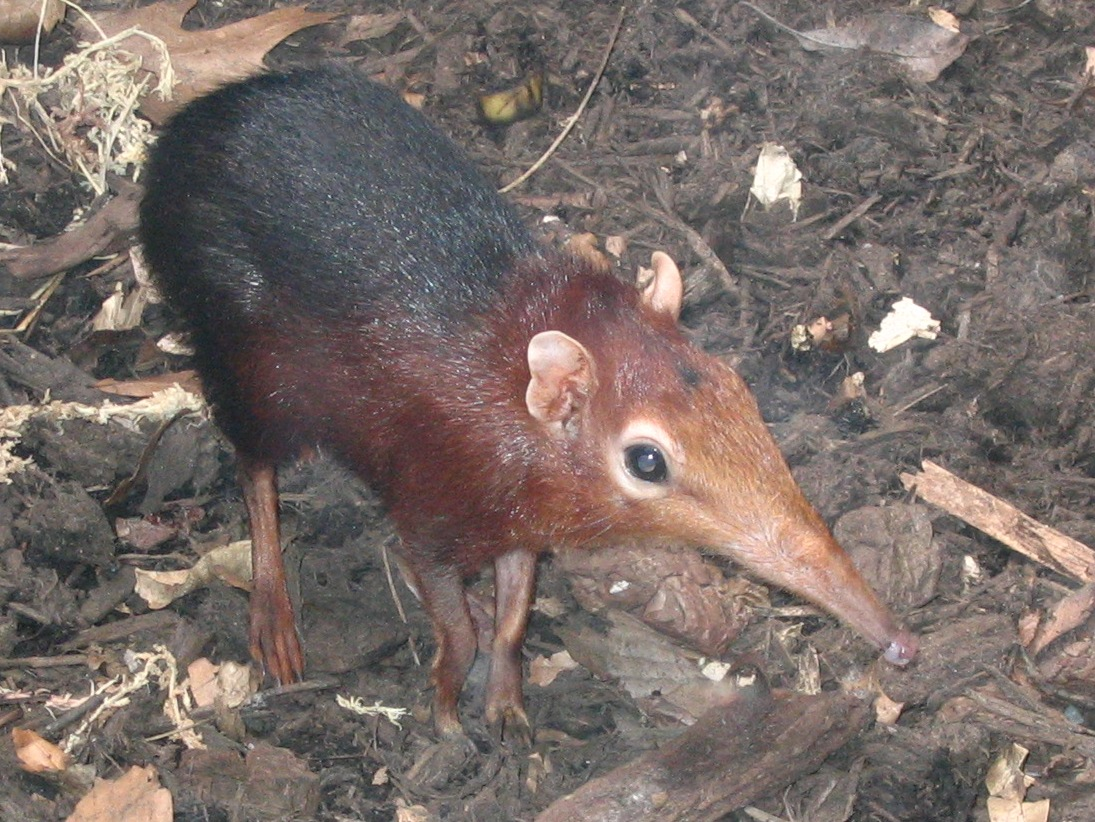
Una musaraña elefante de Peters. En la fotografía muestra su trompa.

Es endémica de los bosques costeros de Tanzania (incluyendo las islas de Unguja y Mafia) y Kenia. Se encuentra amenazada por la pérdida de su hábitat natural.